# Кошелювка (Лосицький повіт)
Кошелювка (пол. Koszelówka) — село в Польщі, у гміні Стара Корниця Лосицького повіту Мазовецького воєводства. Населення — 266 осіб (2011).

## Історія
За даними етнографічної експедиції 1869—1870 років під керівництвом Павла Чубинського, у селі переважно проживали греко-католики, які розмовляли українською мовою.
У 1975—1998 роках село належало до Білопідляського воєводства.

## Демографія
Демографічна структура станом на 31 березня 2011 року:
|          | Загалом | Допрацездатний вік | Працездатний вік | Постпрацездатний вік |
| -------- | ------- | ------------------ | ---------------- | -------------------- |
| Чоловіки | 129     | 24                 | 91               | 14                   |
| Жінки    | 137     | 28                 | 77               | 32                   |
| Разом    | 266     | 52                 | 168              | 46                   |